# Kamonporn Sukmak
Kamonporn Sukmak (ur. 29 lutego 1988 r. w Bangkoku) – tajska siatkarka grająca na pozycji rozgrywającej.
Obecnie występuje w drużynie Nonthaburi.